# Pakistanische Frauen-Cricket-Nationalmannschaft in Bangladesch in der Saison 2018/19
Die Tour der pakistanischen Cricket-Nationalmannschaft nach Bangladesch in der Saison 2018/19 fand vom 2. bis zum 8. Oktober 2018 statt. Die internationale Cricket-Tour war Bestandteil der Internationalen Cricket-Saison 2018/19 und umfasste ein WODI und vier WTwenty20s. Pakistan gewann die WTwenty20-Serie 3–0 und Bangladesch die WODI-Serie 1–0.

## Vorgeschichte
Für beide Mannschaften war es die erste Tour der Saison. Das letzte Aufeinandertreffen der beiden Mannschaften bei einer Tour fand in der Saison 2015 in Pakistan statt.

## Stadion
Das folgende Stadion wurde für die Tour als Austragungsort vorgesehen.
| Stadion                            | Stadt       | Kapazität | Spiele                |
| ---------------------------------- | ----------- | --------- | --------------------- |
| Sheikh Kamal International Stadium | Cox’s Bazar | 15.000    | 1. WODI; 1. – 4. WT20 |

## Kaderlisten
Pakistan benannte seine Kader am 19. September 2018.
| WODI | WODI | WTwenty20 | WTwenty20 |
| Bangladesch | Pakistan | Bangladesch | Pakistan |
| --- | --- | --- | --- |
| - Rumana Ahmed (K) - Ayasha Rahman - Fahima Khatun - Fargana Hoque - Jahanara Alam - Khadija Tul Kubra - Lata Mondal - Murshida Khatun - Nahida Akter - Nigar Sultana - Panna Ghosh - Ritu Moni - Salma Khatun - Sanjida Islam - Shamima Sultana - Sharmin Akhter - Sharmin Sultana - Suraiya Azmin | - Javeria Khan (K) - Aiman Anwer - Aliya Riaz - Anam Amin - Ayesha Zafar - Diana Baig - Muneeba Ali - Nahida Khan - Nashra Sandhu - Natalia Pervaiz - Nida Rashid - Sana Mir - Sidra Ameen - Sidra Nawaz (wk) - Omaima Sohail | - Salma Khatun (K) - Ayasha Rahman - Fahima Khatun - Fargana Hoque - Jahanara Alam - Khadija Tul Kubra - Lata Mondal - Murshida Khatun - Nahida Akter - Nigar Sultana - Panna Ghosh - Ritu Moni - Rumana Ahmed - Sanjida Islam - Shamima Sultana - Sharmin Akhter - Sharmin Sultana - Suraiya Azmin | - Javeria Khan (K) - Aliya Riaz - Anam Amin - Aiman Anwer - Ayesha Zafar - Diana Baig - Muneeba Ali - Nahida Khan - Nashra Sandhu - Natalia Pervaiz - Nida Rashid - Omaima Sohail - Sana Mir - Sidra Ameen - Sidra Nawaz (wk) |

## Women’s Twenty20 Internationals

### Erstes WTwenty20 in Cox’s Bazar
| 2. Oktober Scorecard | Cox’s Bazar | Bangladesch    | – | Pakistan |
|                      |             | Spiel abgesagt |   |          |

Spiel wurde auf Grund eines nassen Außenfeldes abgesagt.

### Zweites WTwenty20 in Cox’s Bazar
| 3. Oktober Scorecard | Cox’s Bazar | Pakistan 88-5 (14/14)        | – | Bangladesch 30 (12.5/14) |
|                      |             | Pakistan gewinnt mit 58 Runs |   |                          |

Bangladesch gewann den Münzwurf und entschied sich als Feldmannschaft zu beginnen. Als Spielerin des Spiels wurde Anam Amin ausgezeichnet.

### Drittes WTwenty20 in Cox’s Bazar
| 5. Oktober Scorecard | Cox’s Bazar | Bangladesch 81-8 (20)          | – | Pakistan 85-3 (18.1) |
|                      |             | Pakistan gewinnt mit 7 Wickets |   |                      |

Bangladesch gewann den Münzwurf und entschied sich als Schlagmannschaft zu beginnen. Als Spielerin des Spiels wurde Nahida Khan ausgezeichnet.

### Viertes WTwenty20 in Cox’s Bazar
| 6. Oktober Scorecard | Cox’s Bazar | Bangladesch 77 (20)            | – | Pakistan 78-3 (14.5) |
|                      |             | Pakistan gewinnt mit 7 Wickets |   |                      |

Bangladesch gewann den Münzwurf und entschied sich als Schlagmannschaft zu beginnen. Als Spielerin des Spiels wurde Natalia Pervaiz ausgezeichnet.

## Women’s One-Day International in Cox’s Bazar
| 8. Oktober Scorecard | Cox’s Bazar | Pakistan | – | Bangladesch |
|                      |             |          |   |             |

Pakistan gewann den Münzwurf und entschied sich als Schlagmannschaft zu beginnen. Als Spielerin des Spiels wurde Khadija Tul Kubra ausgezeichnet.

## Auszeichnungen

### Player of the Match
Als Player of the Match wurden die folgenden Spielerinnen ausgezeichnet.
| Spiel   | Player of the Match |
| ------- | ------------------- |
| 1. WODI | Khadija Tul Kubra   |
| 1. WT20 | –                   |
| 2. WT20 | Anam Amin           |
| 3. WT20 | Nahida Khan         |
| 4. WT20 | Natalia Pervaiz     |